# Arkadiusz Kampka
Arkadiusz Kampka (ur. 12 października 1970 w Lubomi) – polski piłkarz, grający na pozycji napastnika. Występował m.in. w Górniku Zabrze i Odrze Wodzisław Śląski.
W polskiej I lidze rozegrał 129 spotkań i zdobył 19 bramek.